# The Ascension
The Awakening es un equipo profesional de lucha libre, compuesto por Big Kon y Vik, quienes actualmente compiten en el circuito independiente. The Ascension comenzó como un stable, que fue compuesto por Kenneth Cameron, Ricardo Rodríguez, Tito Colón y Raquel Díaz, luego de un tiempo se convirtió en un equipo cuando Cameron, Rodríguez, Colón y Díaz se disolvieron del grupo y mientras Konnor retomó el equipo, donde luego se le unió Viktor.

## Historia

### Formación (2011-2012)
El 28 de agosto de 2011, Ricardo Rodríguez anunciaba la creación de un stable llamado The Ascension, cuyos miembros incluían a Kenneth Cameron, Conor O'Brian, Tito Colón y Raquel Díaz. El primer combate en incluir de algún modo a todos los miembros del grupo tuvo lugar el 1 de septiembre de 2011, y en él Cameron, Colón y O'Brian derrotaron a CJ Parker, Donny Marlow y Johnny Curtis. El 30 de septiembre Colón y Cameron disputaron un combate por el FCW Florida Tag Team Championship, pero perdieron frente a Parker y Marlow, campeones en ese momento.
En octubre, el grupo dejó de estar asociado a Rodríguez, cuando los vídeos que promocionaban a The Ascension con personajes más oscuros incluían a los otros cuatro miembros sin él. Pero para noviembre el grupo prácticamente quedó disuelto: O'Brian se lesionó y Colón fue llamado al plantel principal de WWE para formar equipo con Primo, mientras Raquel ganó el título de Queen of FCW y se distanció de The Ascension. Esto dejó a Cameron como único superviviente de The Ascension, y continuó empleando el personaje en sus apariciones en solitario. Esto le benefició, ya que amasó una racha de victorias de tres meses que acabó el 23 de febrero de 2012 con su derrota ante Colin Cassady.

### O'Brian y Cameron (2012)
El 15 de marzo de 2012 Cameron fue acompañado al ring por Conor O'Brian, que volvía de su lesión, para su combate contra Byron Saxton, que terminó en descalificación cuando O'Brian interfirió. Cameron y O'Brian empezaron a formar equipo recuperando el nombre The Ascension, y su primer combate juntos tuvo lugar el 23 de marzo derrotando a Jason Jordan y Xavier Woods. Su primera derrota llegó en un combate por el título por parejas ante Corey Graves y Jake Carter. Pero tras ella comenzaron otra racha de victorias, incluyendo un Fatal-4-Way eliminatorio contra Adam Mercer y Chad Baxter, Jason Jordan y Mike Dalton, y Brad Maddox y Rick Victor.
El 6 de junio de 2012, The Ascension debutaron en NXT derrotando a Mike Dalton y CJ Parker. Después de esto tendrían una rivalidad con The Usos, saliendo ganadores de la mayoría de los combates. También derrotaron a otro equipo del plantel principal, Tyson Kidd y Justin Gabriel, el 3 de octubre. Sin embargo, el 30 de noviembre Cameron era despedido tras haber sido arrestado.

### Konnor & Viktor

#### 2013
Tras el despido de Cameron, O'Brian trabajó como luchador en solitario, manteniendo The Ascension él solo. En mayo de 2013, Rick Victor hizo su regreso luego de una lesión. Tras la victoria de O'Brian sobre Alex Riley el 5 de junio de 2013 en la edición de NXT, Victor apareció en la rampa consiguiendo llamar la atención de O'Brian. Luego Victor acompañaría oficialmente a O'Brian hacia el ring como su socio en The Ascension en la edición de NXT el 3 de julio, donde O'Brian derrotó a Andy Baker. Después de ganar una lucha para determinar a los contendientes número uno para el Campeonato de NXT por Parejas, The Ascension derrotó a los campeones Adrian Nevile y Corey Graves en la edición del 2 de octubre en NXT por dicho título. El 8 de noviembre, O'Brian se renombró como Konnor y Rick Victor como Viktor.

#### 2014
Hicieron su primera aparición en un House Show de la WWE, venciendo a Los Matadores. Posteriormente tuvieron algunos combates en NXT ante luchadores locales. En NXT TakeOver, retuvieron sus títulos ante Kalisto y El Local. El 10 de septiembre en Main Event, hicieron su presentación, venciendo de nueva cuenta a Los Matadores. Finalmente perdieron los campeonatos en NXT TakeOver: Fatal 4-Way, siendo derrotados por el dúo de Sin Cara & Kalisto, quedando en 364 días su reinado, siendo este el más largo de la historia de los títulos en pareja y de cualquier campeonato de NXT. Esa misma noche interrumpieron al debutante Hideo Itami para exigir una revancha inmediata, pero este los expulsó del ring. En NXT TakeOver: R Evolution perdieron ante Hideo Itami & Finn Balor. El 29 de diciembre debutaron en Raw como parte del roster principal, venciendo a The Miz & Damien Mizdow.

#### 2015
En el programa de Raw del 19 de enero, encararon a las leyendas del stable de nWo, APA, pero fueron atacados por The New Age Outlaws. El 25 de enero en el PPV Royal Rumble derrotaron a The New Age Outlaws, siendo la segunda pareja importante a la que lograron vencer, ya que anteriormente habían derrotado a los excampeones The Miz & Damien Mizdow. Poco después tuvieron su primera derrota, a manos de The Prime Time Players. En WrestleMania 31 participaron en el André the Giant Memorial Battle Royal, siendo finalmente eliminados por Ryback. El 9 y el 11 de mayo interrumpieron los combates entre AxelMania y Macho Mandow para atacarlos, alegando que estaban imitando leyendas cuando ellos no lo eran; fue así que se pactó un combate en Payback, el cual Konnor y Viktor resultaron los vencedores del combate, luego de que Viktor cubriera a Axel. En Elimination Chamber participaron en un combate contra The Prime Time Players, Cesaro & Tyson Kidd, The Lucha Dragons, Los Matadores y The New Day por el WWE Tag Team Championship, pero no lograron ganar, siendo The New Day los ganadores del combate. El 19 de junio fueron derrotados por The Prime Time Players en un episodio de Main Event. El 9 de julio Konnor y Viktor confrontaron a Randy Orton, donde este más tarde le aplicaría un «RKO» a Konnor y un «Rope-Hung DDT» y un «RKO» a Viktor.
A mediados de año, Konnor y Viktor se aliaron junto a Stardust haciéndose llamar "The Cosmic Wasteland". En WWE Night of Champions, estos vencieron a Neville y The Lucha Dragons. En  Survivor Series, participaron junto al equipo de Stardust, The Miz y Bo Dallas pero fueron derrotados por Goldust, Neville, Titus O'Neil y The Dudley Boyz.

#### 2016-2017
En WrestleMania 32, participaron de nueva cuenta del André the Giant Memorial Battle Royal, pero fueron eliminados, Viktor por Diamond Dallas Page y Konnor por R-Truth y Goldust. El 16 de abril, se anunció que Konnor había sido suspendido por violar la política de bienestar de la empresa con 60 días de suspensión. El 24 de junio en Superstars, reaparecieron en un Tag Team Match contra "The Golden Truth", donde fueron derrotados.
El 19 de julio, debido al WWE Draft, The Ascension fue drafteado a SmackDown Live, participando en un torneo por ser los primeros campeones del nuevo SmackDown Tag Team Championship perdiendo en la primera ronda del torneo frente a The Usos en el episodio de SmackDown Live del 23 de agosto. En el episodio de SmackDown Live del 13 de septiembre retaron a los nuevos campeones Heath Slater & Rhyno a una lucha titular pero fueron derrotados.
Durante el segundo semestre del 2017, solo han luchado poco, o aparecido en los segmentos del equipo Breezango llamado, los Fashion Files.
ck Challenge Match. En el episodio del 9 de mayo de SmackDown Live, The Ascension perdió ante Breezango nuevamente. En Money in the Bank (2017), la Ascensión perdió ante Breezango después de que reclamaron la responsabilidad de un ataque con vándalos en su oficina. En el episodio del 27 de junio de SmackDown Live, Breezango interrogó a The Ascension sobre "Fashion Vice", admitiendo que no cometieron el crimen y solo se responsabilizaron, porque querían un combate en el PPV. En el episodio del 4 de julio de SmackDown Live,Viktor compitió en un Batalla Real del Día de la Independencia que fue ganado por AJ Styles. Durante septiembre y octubre, el dúo se volvió cara cuando comenzaron a tratar de hacerse amigo de Breezango durante los segmentos de 'Archivos de moda'. El dúo consolidó su cara cuando se unieron con Tye Dillinger en un esfuerzo ganador contra Mike Kanellis y The Bludgeon Brothers en un evento en vivo en Padua, Italia. No aparecerían en la televisión hasta el episodio del 21 de noviembre de SmackDown Live, donde el dúo se encontraba entre los muchos leñadores en un enfrentamiento entre The New Day y Kevin Owens y Sami Zayn.. En el episodio del 28 de noviembre de SmackDown Live, el dúo junto con Breezango, fueron parte de un segmento de Fashion Files que parodió la primera película de Saw, donde los cuatro tuvieron que liberarse de las cadenas y escapar de una habitación en 60 segundos antes de que se llenara con "gas venenoso". El dúo se "sacrificó" para que Breezango pudiera escapar antes de que se apagara el gas. El 12 de diciembre de 2017, WWE publicó un episodio "Muy especial" de los Archivos de moda en su canal de YouTube, donde Breezango realiza un funeral por Konnor y Victor asumiendo que habían perecido del "gas venenoso" solo para que el dúo revelara que tenían sobrevivieron al gas, luego proceden a hacer que Breezango desafíe a los Hermanos Bludgeon en Choque de Campeones, para consternación de Breezango. En el episodio del 26 de diciembre de SmackDown Live, Breezango se enfrentó a los hermanos Bludgeon en una revancha de su choque de Clash of Champions, sin embargo, durante su partido The Ascension intervino, salvando a Breezango de los hermanos Bludgeon y más tarde entre bastidores el dúo declaró que los hermanos Bludgeon también se habían ido lejos y aceptó otra revancha contra los Hermanos Bludgeon en nombre de Breezango. En el episodio del 9 de enero de SmackDown Live, The Ascension sufrió una rápida pérdida para los Bludgeon Brothers. Desde entonces, el dúo ha estado apoyando a personajes en las parodias de Fashion Files de Breezango. El dúo participó en la quinta batalla anual conmemorativa de André el gigante en Wrestlemania 34, con Konnor siendo el primero del dúo en ser eliminado, seguido minutos después por Viktor.

#### 2018-2019
Durante el Superstar Shake-Up de 2018, tanto The Ascension como Breezango fueron reclutados para Raw, después de esto, el dúo se vio menos con Breezango. En el episodio del 23 de abril de Raw, el dúo se enfrentó al equipo de Matt Hardy y Bray Wyatt en un esfuerzo de pérdida. Los dos eran participantes en el más grande Royal Rumble, Viktor entrar en el # 8 y duraderas 51 segundos antes de ser eliminado por Daniel Bryan y Konnor entrar en el # 19 y duradero 2:25 antes de ser eliminado por Elías y el nuevo día (Kofi Kingston y Xavier Woods).
Entre septiembre y octubre de 2018, han tenido una rivalidad contra Bobby Roode y Chad Gable, en donde Viktor perdió individualmente ante Gable y Roode, a diferencia de Konnor, que venció a Gable, en lucha de equipos, han perdido los duelos. 
En 2019, fueron derrotados por Heavy Machinery(Otis & Tucker) en el Raw del 21 de enero, en Wrestlemania 35 ambos participaron en el André the Giant Memorial Battle Royal Match donde Viktor fue eliminado por Otis y Konnor por Tucker.
El 11 de mayo en Main Event fueron derrotados por The Heavy Machinery (Otis & Tucker).
El 8 de diciembre de 2019, The Ascension fueron liberados de su contrato de la WWE, confirmando su salida como equipo.

### Circuito independiente (2020-presente)
Tras su salida de la WWE, Konnor (bajo el nombre de ring Big Kon) y Viktor (bajo el nombre de ring de Vik) fueron anunciados para el evento Pancakes y Piledrivers de Wrestling Revolver durante el fin de semana de WrestleMania 36. El 20 de febrero de 2020, The Ascension compitió en su primer combate desde que dejó la WWE en Outlaw Wrestling derrotando a Bull James y Bill Carr. En junio de 2020, Big Kon y Vik revelaron el nombre de su nuevo equipo como The Awakening.

## En lucha
- Movimientos finales en equipo
  - O'Brian y Cameron
    - Downcast (Spinning sitout jawbreaker de Cameron seguido de un flapjack por O'Brian)
    - Fall of Man (Legsweep (O'Brian) / Spinning heel kick (Cameron) en combinación)

  - Konnor y Viktor
    - Fall of Man (Legsweep (Konnor) / Jumping European uppercut (Viktor) en combinación)
- Movimientos de firma en equipo
  - Konnor y Viktor
    - Nuclear Fallout (Sky lift slam)
    - Soul Driver (Bearhug (Konnor) / diving knee attack (Viktor) en combinación)
- Movimientos finales
  - Konnor
    - Fall of Man (Flapjack seguido de un running leg drop a la parte posterior de la cabeza del oponente)
    - Stockade (Grounded octopus stretch)

  - Viktor
    - Canadian Lifter (Diving European uppercut) – 2013
    - Diving knee strike– 2017–presente
    - Double underhook powerbomb – 2012, 2015–presente
- Tema de entrada
  - "Let Battle Commence" de Daniel Nielsen (FCW / NXT; 2011–2014)
  - "Rebellion" de CFO$ (NXT / WWE; 2014–2019)

## Campeonatos y logros
- Atomic Revolutionary Wrestling
  - ARW Tag Team Championship (1 vez, actual) - Kon y Vik

- WWE
  - NXT Tag Team Championship (1 vez) - Konnor y Viktor.